# رئيس الجمهورية
رئيس الجمهورية هو لقب يطلق على رأس الدولة و/أو رؤساء الحكومات في الدول التي تُحكم بنظام حكم جمهوري.

## التعيين
في معظم الحالات يتم انتخاب رئيس الجمهورية، إما:
- عن طريق الاقتراع العمومي المباشر (من جميع الناخبين)، أو
- عن طريق الاقتراع غير المباشر، أو
- بواسطة البرلمان أو أحد دوائره، أو
- بواسطة هيئة انتخابية يمكن أن تعين نفسها.

## الجمهوريات التي يحكمها رؤساء

### أفريقيا
- جنوب أفريقيا: رئيس جنوب أفريقيا، رئيس جمهورية جنوب إفريقيا
- الجزائر: رئيس الجزائر "رئيس الجمهورية الجزائرية الديموقراطية الشعبية"
- مصر : رئيس مصر " رئيس جمهورية مصر العربية"
- تونس : رئيس تونس " رئيس الجمهورية التونسية "

### الأمريكتان
- الأرجنتين: رئيس الأرجنتين، Presidente de la República Argentina
- البرازيل: رئيس البرازيل، Presidente da República Federativa do Brasil
- كولومبيا: رئيس كولومبيا، Presidente de la República de Colombia
- تشيلي: رئيس تشيلي، Presidente de la República de Chile
- الولايات المتحدة: رئيس الولايات المتحدة الأمريكية
- الأوروغواي: رئيس أوروغواي، Presidente de la República Oriental del Uruguay

### آسيا
- إندونيسيا: رئيس إندونيسيا، Presiden Republik Indonesia
- الفلبين: رئيس الفلبين، رئيس جمهورية الفلبين.
- سوريا: رئيس سوريا، رئيس الجمهورية العربية السورية.
- اليمن: رئيس اليمن، رئيس الجمهورية اليمنية.
- تركيا : رئيس الجمهورية التركية.

### أوروبا
- النمسا: رئيس النمسا، Bundespräsident der Republik Österreich
- قبرص: رئيس قبرص، Πρόεδρος της Κυπριακής Δημοκρατίας (رئيس جمهورية قبرص)
- إستونيا: رئيس إستونيا، Eesti Vabariigi President (رئيس جمهورية إستونيا)
- فنلندا: رئيس فنلندا، (باللغة الفنلندية) tasavallan presidentti، (باللغة السويدية) republikens president
- فرنسا: رئيس الجمهورية الفرنسية، Président de la République Française
- ألمانيا: رئيس جمهورية ألمانيا الاتحادية، Bundespräsident der Bundesrepublik Deutschland (رئيس جمهورية ألمانيا)
- اليونان: رئيس اليونان، Πρόεδρος της Ελληνικής Δημοκρατίας (رئيس اليونان)
- المجر: رئيس جمهورية المجر، a Magyar Köztársaság elnöke
- أيرلندا: رئيس الجمهورية الأيرلندية (1921 - 1922)
- إيطاليا: رئيس جمهورية إيطاليا، Presidente della Repubblica Italiana
- بولندا: رئيس بولندا، Prezydent Rzeczypospolitej Polskie (رئيس الجمهورية البولندية)
- البرتغال: رئيس البرتغال، Presidente da República Portuguesa